# Historia de Córdoba (España)
Historia local de Córdoba (España).

## Prehistoria y periodo prerromano

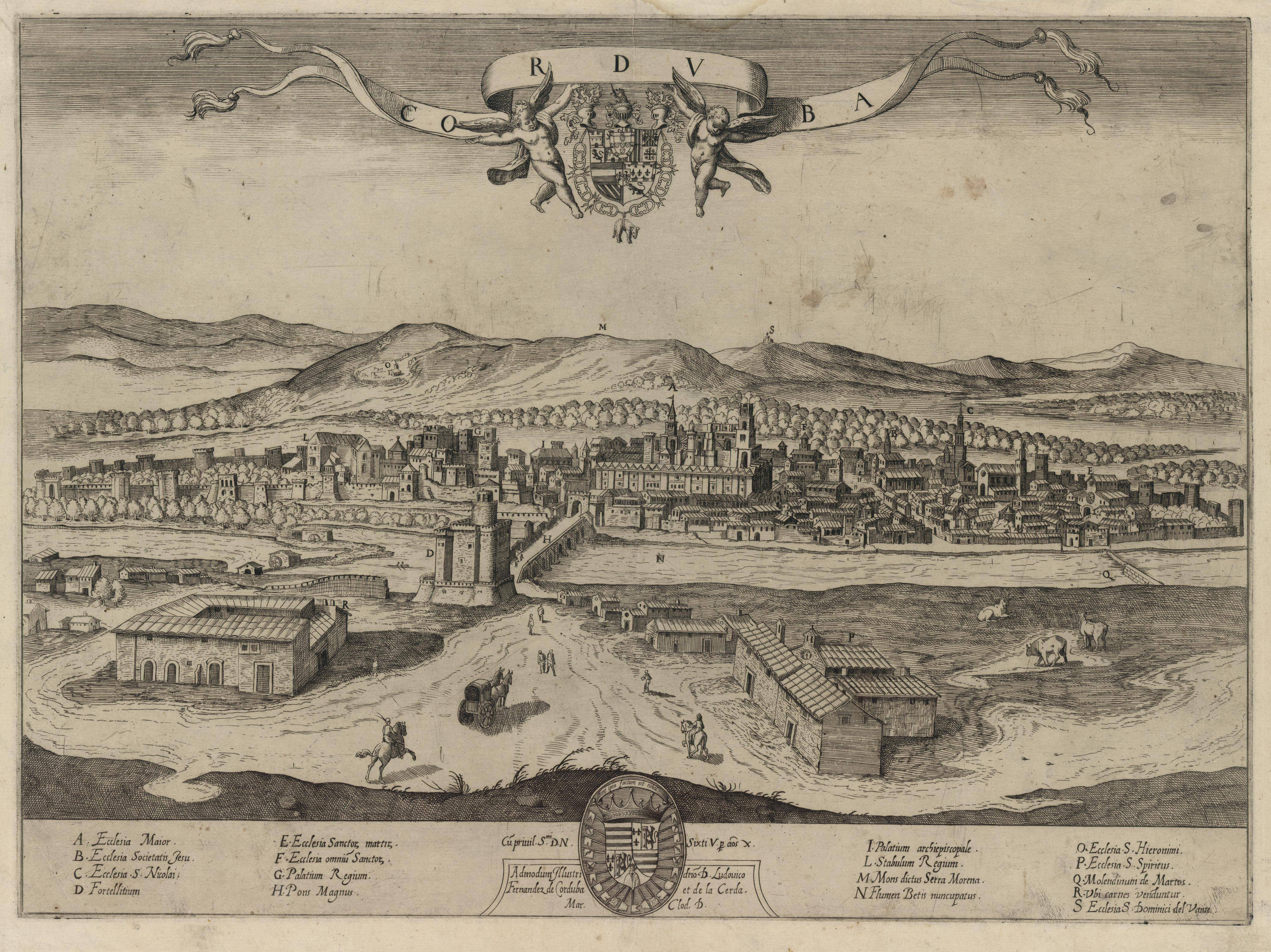
Vista de Córdoba en el

En enero de 1924, durante la excavación de los canales de riego para el nuevo embalse del Guadalmellato en el barrio periférico de Alcolea, se encontró un cráneo de un neandertal calificado por Antonio Carbonell Trillo-Figueroa como Homo fossilis cordubensis, que según este autor dataría del año 32000 a. C. aproximadamente. Esta fecha ha sido muy rebatida por diversos autores y parece corresponder a una cronología posterior, a falta aún de pruebas de carbono-14.
Diversos estudios han demostrado una lenta, aunque paulatina ocupación desde la Edad del Bronce, en el III y II milenio a. C., en la zona denominada como Colina de los Quemados, actualmente ocupada por el parque Cruz Conde, posiblemente conformado por pequeñas cabañas de planta circular u ovalada. Durante el I milenio a. C. la población se concentraría en el extremo oriental de la colina, cercano al actual puente de San Rafael y al río Guadalquivir. Su consolidación como núcleo urbano se produjo en el Bronce Final, entre los siglos IX y VIII a. C., cuando los primeros pueblos orientales del Mediterráneo, especialmente fenicios y griegos, comienzan a arribar a las costas del río en busca de metales como plata, cobre y oro, cuya cultura influenció en las viviendas con nuevos modelos angulares con zócalos de piedra y alzados de adobe o tapial. Una vez entrado en el período orientalizante, Corduba seguramente fue amurallada a partir del siglo VII antes de Cristo.
Durante la segunda guerra púnica (218 a. C.), según el autor Silio Itálico, Corduba se encontraba entre los aliados de Aníbal y estaba gobernada por unos caudillos denominados Phorcys y Arauricus.

## Periodo romano, fundación de Corduba

### República romana
En el año 169 a. C. el entonces pretor Marco Claudio Marcelo, fundó una colonia latina denominada Corduba, a unos 750 metros al nordeste del asentamiento íbero prerromano de la Colina de los Quemados, que fue habitada por población patricia originaria de la misma Roma. En el año 152 a. C. Marcelo se retiró a invernar a esta ciudad tras tomar Netobriga (Lusitania). La nueva ciudad se convirtió en poco tiempo en la capital de la nueva provincia de Hispania Ulterior.
Entre los años 143 a. C. y 141 a. C. la ciudad fue sitiada por Viriato.
En el año 113 a. C. ya se menciona que existe un foro romano, probablemente el foro colonial de Córdoba. El asentamiento prerromano es poco a poco abandonado y sus habitantes se trasladan a la ciudad romana y se va produciendo una monumentalización de la ciudad, ya que las casas de adobe son sustituidas por caliza y areniscas. En el año 80 a. C. ya se acuñan monedas en esta ciudad con la leyenda CORDVBA. En el año 76 a. C. la ciudad sufrió un terremoto. En el año 74 a. C. la ciudad recibió a Quinto Cecilio Metelo Pío de manera entusiasta y lujosa. De este siglo pertenece la primera inscripción funeraria de la ciudad, perteneciente a una esclava denominada Bucca.
Julio César, en el año 49 a. C. reunió en Corduba, debido a su estatus de capital de provincia, a los representantes de las ciudades de la Hispania Ulterior. La ciudad, considerada conventus, había cerrado sus puertas al legado pompeyano Varrón. Este se rindió allí a César, quien pronunció un discurso de agradecimiento a sus partidarios.Es entonces cuando plantó el famoso platanus mencionado por Marcial, situado en los jardines del actual Alcázar de los Reyes Cristianos.
Casio Longino, pretor de César en la Hispania Ulterior, sufrió un atentado al dirigirse a la Basílica de Corduba en el 48 a. C. Aunque la conjura fue aplastada, tras la marcha del gobernador se produjeron levantamientos de tropas destacando la actitud ambigua del cuestor M. Marcelo. Longino, en represalia, destruyó las nobilissimae carisssimaeque posesiones (agros y aedificia) de los cordubenses situadas al sur del río.
En el año 46 a. C. se concedió a Corduba el estatuto colonial por parte de los hijos de Pompeyo, pasando a ser denominada Corduba Colonia Patricia. El conflicto entre Cesarianos y Pompeyanos se agravó en el 45 a. C. Julio César asedió la ciudad y combatió contra Cneo Pompeyo el Joven (hijo de Cneo Pompeyo Magno) por el control del puente debiendo retirarse poco después hacia Ategua mientras Cneo Pompeyo invernó en Corduba. Tras la batalla de Munda, César asedió de nuevo la ciudad que fue tomada al asalto, decidiendo este castigarla con su destrucción. En la misma murieron más de 22 000 cordubenses, casi la mitad de la población (45-48 %). Tras este genocidio, se repobló la ciudad casi a partes iguales con los indígenas que aún habitaban la ciudad prerromana y personas provenientes de la misma Roma.
En el año 43 a. C., durante la época del Segundo Triunvirato, Corduba recuperó su papel como centro político de la Hispania Ulterior, siendo convertida en su capital.

### Imperio romano
En la reorganización de las provincias hispanas llevada a cabo por Augusto en el año 27 a. C., la Hispania Ulterior Baetica queda a cargo del Senado siendo su capital la que de nuevo, será conocida como Colonia Patricia. Este título, unido a una "refundación" de la ciudad y a una posible deductio, fue concedido en el 25 a. C. Durante la época de Augusto se transformó la ciudad, expandiéndose hacia el río, reorganizándose el viario y los espacios públicos como el foro colonial de Córdoba, se construyó el teatro romano de Córdoba, con la intervención del propio emperador, sus representantes y los principales benefactores de la ciudad: Persini Marii, Annaei, muy relacionados con las explotaciones mineras, un acueducto (el Aqua Augusta) y probablemente el anfiteatro de Córdoba. También, coincidiendo con el viaje del emperador se acuñan monedas con la leyenda Colonia patricia.
Durante la época de Tiberio se construye el forum novum y el puente sobre el arroyo Pedroches.
Siendo Claudio emperador se inicia la construcción del centro de culto imperial, cuyo templo pueden observarse en la actual calle Claudio Marcelo, y la plaza situada delante del mismo, concluyéndose en la época de Nerón, junto con un circo en las inmediaciones. Ya con Domiciano se construye el segundo acueducto (el Aqua Nova Domitiana Augusta). También durante este periodo, siendo Lucio Cornelio edil y duoviro, se construyen fuentes públicas en la ciudad y se decora el primer acueducto con numerosas estatuas de bronce.
A finales del siglo II se desmantela el circo oriental construyéndose otro segundo circo, al oeste de la ciudad, junto al actual rectorado de la universidad, un tercer acueducto (el Aqua Fontis Aureae) y un foro provincial en los altos de Santa Ana.
Entre los años 294 y 296 se construye el palacio imperial palatium Maximiliani junto a la actual estación ferroviaria, que sirvió de sede al emperador Maximiano Hercúleo.
El cristianismo jugó un papel muy importante en Córdoba a partir del siglo III, siendo obispo de esta ciudad Osio, quién presidió el Primer Concilio de Nicea y fue consejero del emperador Constantino I el Grande, y siendo muy numerosos los enterramientos cristianos con sarcófagos en el siglo IV, como el sarcófago paleocristiano de Córdoba, importados de la propia Roma, lo que lleva a pensar que existía una sólida aristocracia cristianizada en Córdoba, que explicaría el rechazo de la ciudad al arrianismo de los visigodos en siglos posteriores.

## Época visigoda

Invasión de los vándalos de la península ibérica, en el.

Con la caída del imperio romano, y las invasiones bárbaras, Corduba fue saqueada por los vándalos, ocupándola, temporalmente, en el año 411.
A inicios de la época visigótica, Corduba, junto a otras ciudades de la Bética como Híspalis, eran prácticamente independientes. Aunque el imperio romano de occidente había desaparecido, la ciudad se siguió rigiendo por instituciones romanas. 
El rey Agila I profanó la tumba de San Acisclo mártir, motivo por el cual la ciudad se rebeló. Durante el levantamiento de Atanagildo, este pidió ayuda al emperador Justiniano I de Bizancio para derrotar al rey Agila. Este accedió a enviarle un contingente, el cual ocupó Corduba en el año 550, derrotando a Agila cuyo hijo murió en la batalla. Los bizantinos también ocuparon la Bética, con el apoyo de sus ciudadanos, quienes ansiaban volver al imperio romano, convirtiéndose en la provincia Spania del imperio bizantino. Atanagildo intentó conquistar la ciudad en el 568, sin éxito.
El rey Leovigildo, en el año 572, aprovechando la guerra que libraba el emperador Justino II contra los persas, tomó Corduba. Debido a este hecho, el prestigio de Leovigildo subió tanto que por primera vez un rey visigodo se atrevió a usar los símbolos de la realeza: cetro, corona y manto, acuñando moneda en su propio nombre. Pese a ello la ciudad volvió al poco tiempo a formar parte del imperio bizantino.
Hermenegildo, hijo de Leovigildo y duque de la Bética, se convirtió al catolicismo y se rebeló contra su padre, de religión arriana, siendo apoyado en el año 579 por Corduba y otras ciudades béticas y del Valle del Guadiana. Este fue derrotado en Hispalis en el año 584, refugiándose en Corduba, que volvió a ser tomada por los visigodos, donde fue apresado por su padre y exiliado a Valentia Edetanorum. 
A mediados del siglo VI se construyeron monumentos como una iglesia situada en el emplazamiento del actual convento de Santa Clara (de fuerte influencia bizantina, con la planta de cruz inscrita, siguiendo los modelos de Rávena y Constantinopla), la iglesia de los tres santos (San Fausto, San Genaro y San Marcial), situada bajo la actual basílica de San Pedro, la iglesia martirial de San Acisclo (construida en el complejo palatino de Maximiano Hercúleo) y la basílica de San Vicente Mártir.
La ciudad, por motivos religiosos (por la fuerte implantación del catolicismo frente al arrianismo) y por afinidad al imperio romano, tardó en aceptar el poder visigodo, lo que demostró mediante numerosas revueltas. Esto provocó una disminución de su influencia en el reino visigótico, frente a otras ciudades como Hispalis.

## Época musulmana

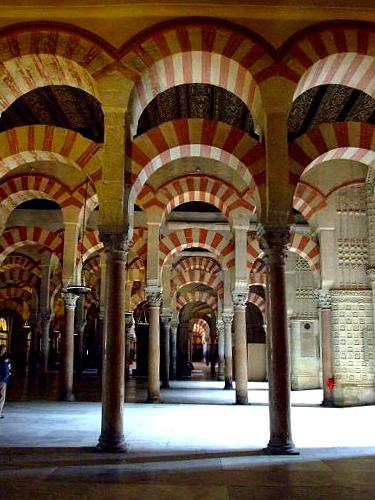
Interior de la mezquita de Córdoba.

En 716 se convierte en capital de provincia, dependiente el Califato de Damasco. En mayo de 756, Abderramán I se proclama emir; nace el Emirato independiente de Córdoba. En 929 el estado pasa a ser el Califato de Córdoba, dirigido por la dinastía Omeya, y fue cuando la ciudad alcanzó su máximo apogeo demográfico. En 935, cuando el Califato de Bagdad había entrado en franca decadencia, Córdoba ya era una de las ciudades más pobladas de la Tierra, con unos 250 000 habitantes, y alcanzó su máximo apogeo en el año 1000 con unos 300 000 (según algunas fuentes), siendo un centro financiero, comercial y cultural de primer orden. En esta época se terminó la Mezquita de Córdoba y se edificaron a sus afueras las lujosas ciudades de Medina Azahara o Madinat-al-Zahra ("Ciudad del azahar") y Medina Azahira o Madinat al-Zahira ("Ciudad Brillante"), conocida popularmente en la zona como "la ciudad de Almanzor"). En el terreno cultural se alcanzó un gran esplendor, contando, durante el califato de Alhakén II con la mayor biblioteca de la Europa Occidental de su tiempo, con más de 400 000 volúmenes (según fuentes árabes, exageradas, más de 1 millón).
Con los almohades perdió su condición de capital de al-Ándalus, lo que significó el inicio de su decadencia. Ese testigo lo recogería Sevilla (Ishbiliyya).

## Época cristiana
En 1235, durante el reinado de Fernando III, rey de Castilla y de León, comenzó a fraguarse la conquista de la ciudad de Córdoba, pues varios caballeros de Andújar capturaron un grupo de musulmanes, quienes les informaron de que las murallas de la ciudad de Córdoba no se hallaban bien vigiladas y de que sería fácil apoderarse de la ciudad y de la Axerquía por sorpresa. Por ello, los habitantes de Andújar comunicaron su plan a Álvaro Pérez de Castro "el Castellano", señor de la Casa de Castro, que se encontraba en Martos, al tiempo que los soldados cristianos decididos a apoderarse de Córdoba, aprovechando una noche oscura y de mal tiempo, probablemente a finales de diciembre de 1235, situaron sus escalas al pie de las murallas de Córdoba y eligieron de entre ellos a los que mejor hablaban árabe y los vistieron como musulmanes, y de ese modo, consiguieron apoderarse, sin alertar a los cordobeses, de las torres que había hasta la puerta de Martos y, al amanecer, los cristianos eran ya dueños de las torres, del muro y de la puerta de Martos, que abrieron a fin de dar paso a la caballería cristiana, que aguardaba fuera de la ciudad, lo que provocó la huida de la población musulmana de La Ajarquía, que intentó refugiarse en la zona de la villa, al tiempo que los cristianos, en espera de refuerzos, comenzaron a atrincherarse, pues su inferioridad numérica era patente, y mientras que enviaban mensajeros con el fin de ser socorridos en la empresa, siendo enviado un mensajero a Álvaro Pérez de Castro "el Castellano", que se hallaba en Martos, y otro a Fernando III.
El primer socorro recibido por los cristianos que intentaban apoderarse de Córdoba fue el proporcionado por un mesnadero del rey, llamado Ordoño Álvarez, al tiempo que acudía junto con sus tropas Álvaro Pérez de Castro "el Castellano". Por su parte, el obispo de Baeza, Fray Domingo de Baeza, puso rumbo hacia Córdoba con sus tropas, y el obispo de Cuenca hizo lo propio con su mesnada. El 7 de febrero de 1236 llegó a Córdoba el rey Fernando III, que había tenido noticias de lo que acontecía en Córdoba mientras se hallaba en la localidad zamorana de Benavente y, rápidamente, se puso en marcha hacia Córdoba con los caballeros que le acompañaban, al tiempo que cursaba órdenes para que los magnates, concejos, prelados y maestres de las Órdenes Militares reuniesen sus huestes y se dirigiesen a Córdoba, a fin de socorrer a los cristianos que se hallaban sitiados en La Axarquía.
Finalmente, después de un asedio de varios meses y perdidas las esperanzas de recibir ayuda, los cordobeses rindieron la ciudad a Fernando III, con la condición de respetar la vida de la población, que no debería ser atacada mientras abandonaba el territorio. Las tropas de Fernando III hicieron su entrada en la ciudad de Córdoba el día 29 de junio de 1236 y, mientras tanto, se enviaron mensajeros por todo el reino de Castilla a fin de que acudiesen cristianos con los que poder poblar la ciudad, pero, según relatan las crónicas de la época:

... que luego las gentes, oydo el pregón desta çibdad, de todas las partes d´España pobladores a morar e poblar, e corrieron allí, así commo dize la estoria, commo a bodas de rrey. E tantos eran los que viníen que fallesçieron casas a los pobladores e non pobladores, ca más eran los moradores que non las casas…E la çibdat de Córdoua afortalada de moradores e de omnes de armas e puesta en rrecabdo de cómo se mantouiese, el rrey don Ferrando tornóse bienandante e onrrado a Toledo.

Desde que la ciudad fue conquistada numerosas localidades fueron conquistadas por los castellanos, mientras que otras les abrieron sus puertas, al tiempo que los cristianos organizaban expediciones de saqueo y devastación en la Andalucía musulmana. Parte de las antiguas fincas romanas fueron repartidas entre los nobles que colaboraron en la toma de la ciudad, procedentes de Burgos, León, Navarra, Talavera y Toledo.

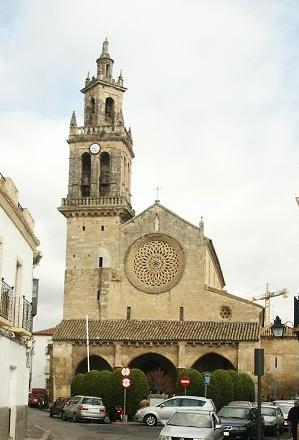
Iglesia de Lorenzo.

Durante el reinado de Fernando III de Castilla, se comenzaron a construirse nuevas iglesias (algunas de ellas sobre antiguas iglesias destruidas por los musulmanes), hasta alcanzar el número de catorce, las actualmente conocidas como iglesias fernandinas. Siete de estas iglesias estaban localizadas en la villa (Santa María, San Nicolás de la Villa, San Juan, Omnium Sanctorum, San Miguel, San Salvador y Santo Domingo de Silos) y siete en la Ajerquía (San Nicolás de la Ajerquía, Santiago, Santa Marina, San Pedro, San Andrés, San Lorenzo y la Magdalena). Estas se caracterizan por su transición del románico monacal al gótico castellanizado, y en las mismas se pueden apreciar una sólida fábrica, artesonados mudéjares y arcos de nervadura en ojiva. La ciudad se dividió en 14 collaciones (barrios), de acuerdo al Fuero de Córdoba, otorgado en 1241 y coincidentes con esas 14 iglesias. De éstas permanecen hoy en día las iglesias de la Magdalena, San Lorenzo, San Pablo de Córdoba, San Pedro de Alcántara, San Francisco y San Eulogio de la Ajerquía, Santiago, San Andrés, San Nicolás de la Villa, San Miguel, San Agustín y la capilla de San Bartolomé. Así mismo, junto al obismo de Osma, consagró la antigua mezquita a la Asunción y ordenó la construcción de la capilla de Villaviciosa en 1257 en la a partir de dicho momento catedral.
Miguel Díaz de Sandoval, siguiendo órdenes del rey Alfonso X fundó en 1262 el convento de Santa Clara, sobre una mezquita edificada a su vez sobre la antigua basílica visigótica de Santa Clara. 
En el año 1278, durante una epidemia de peste, el fraile mercedario Simón de Sousa afirmó que se le había aparecido el arcángel San Rafael en el convento Casa Grande de la Merced y le había curado. El fraile comunicó la noticia al obispo diciéndole que este le había pedido que si quería que la peste acabase debía colocar una estatua del Arcángel en la Catedral, estatua que sigue en dicho lugar a día de hoy. De este suceso se derivó el considerar al Arcángel como custodio de la ciudad. Posteriormente, en 1578 el padre Andrés de las Roelas, también afirmó que se le había aparecido el Arcángel, curándole de una enfermedad, y diciéndole este que tenía como misión ser custodio de la ciudad e indicándole el paradero de los restos de los patronos de la ciudad, San Acisclo y Santa Victoria bajo la iglesia de San Pedro donde actualmente se encuentran.
En el año 1315, durante el reinado de Alfonso XI, se edificó la actual sinagoga, bajo la leyenda, que hoy en día se puede seguir observando de "Santuario en miniatura y morada del Testimonio (o Ley) que terminó Ishap Moheb, hijo del señor Efrein Wadowa el año setenta y cinco. ¡Asimismo vuélvete, oh Dios, y apresúrate a reconstruir Jerusalén!".
En 1328, bajo el reinado y la dirección del mismo rey se acometió la reconstrucción del actualmente conocido como alcázar de los Reyes Cristianos, convirtiéndose en la residencia real en Córdoba, produciéndose el acondicionamiento de unos baños y la construcción de diversas estancias interiores. Enrique IV lo amplía convirtiéndolo en palacio, añadiéndole patios, jardines y baños.
También, durante el reinado de dicho rey se inició la construcción de la Real Colegiata de San Hipólito, para conmemorar la victoria sobre los benimerines en la batalla del Río Salado, que no se llegó a terminar hasta el siglo XVIII, y donde actualmente se encuentran enterrados dicho rey y, su padre, Fernando IV
Enrique II de Castilla mandó edificar en 1369 la Torre de la Calahorra en el extremo sur del puente romano para defenderse de un probable ataque de su hermano Pedro I de Castilla. Dicha decisión la tomó tras la batalla del Campo de la Verdad, en la que se enfrentó con su hermano. La defensa original había sido levantada por el emperador Octavio Augusto aunque a dicha fecha se encontraba en ruinas. También ordenó la edificación de la Capilla Real o de San Fernando dentro de la mezquita-catedral.

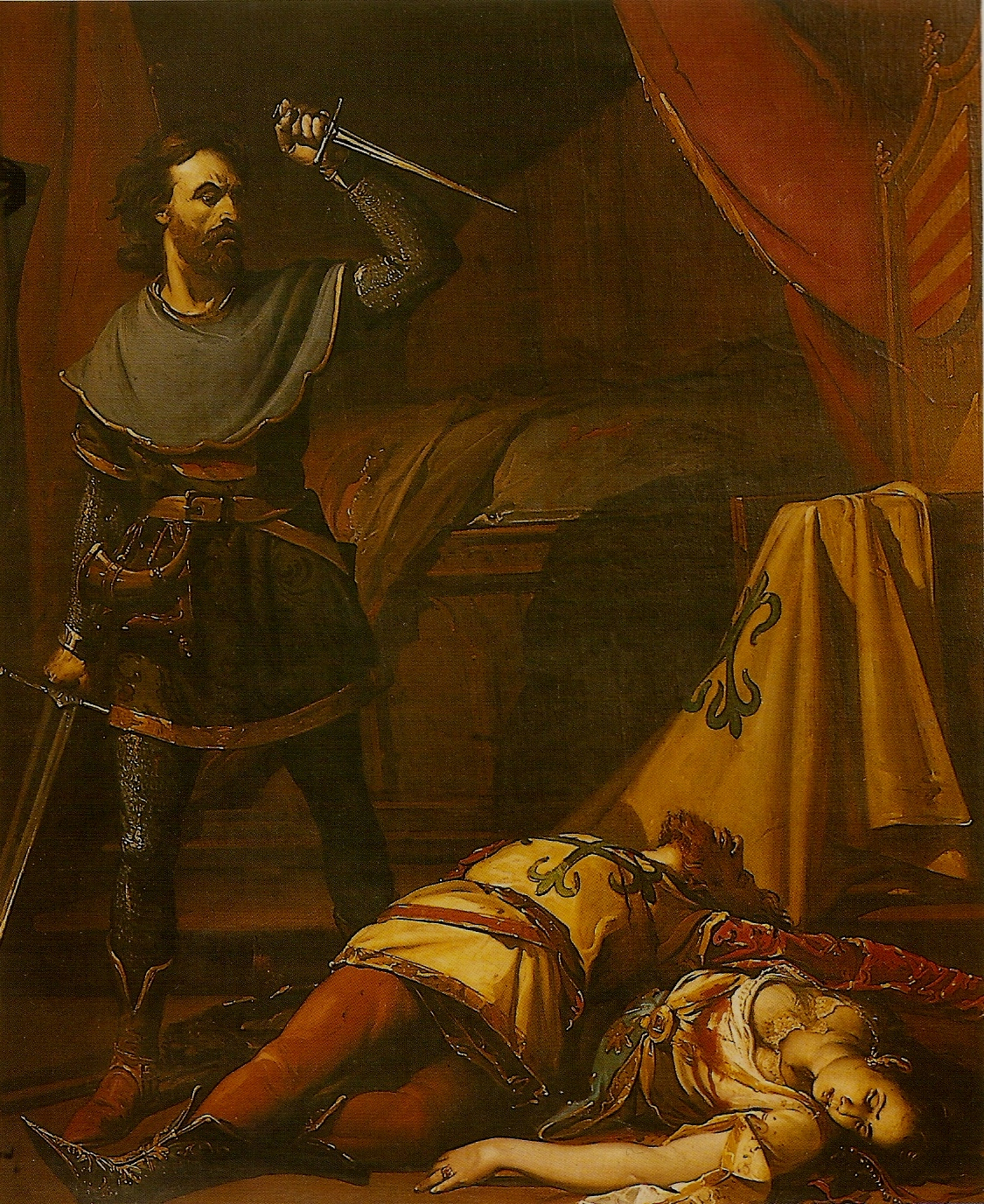
Leyenda de los comendadores de Córdoba. José María Rodríguez de Losada. 1872. (Diputación de Córdoba).

Entre 1404 y 1408, durante el reinado de Enrique III de Castilla, se construyó en Córdoba la torre de la Malmuerta sobre los restos de otra anterior de época islámica, y una leyenda que carece de fundamento histórico vinculó la construcción de esta torre con la Leyenda de los comendadores de Córdoba, que está basada en un suceso histórico acontecido en Córdoba en 1448, durante el reinado de Juan II de Castilla. Y el protagonista de dicha leyenda fue Fernando Alfonso de Córdoba, caballero Veinticuatro de la ciudad, que asesinó a su esposa, Beatriz de Hinestrosa, y a Jorge de Córdoba y Solier, comendador de Cabeza del Buey en la Orden de Calatrava, que la había seducido, y también a varios criados y familiares suyos por haberle ocultado que su esposa le traicionaba. Y la leyenda afirmó, aunque sin fundamento alguno, que Fernando Alfonso de Córdoba mató a su esposa por haber creído que le era infiel a pesar de que ella nunca lo había sido, y según esta versión, el caballero, mostrándose arrepentido, pidió perdón al rey Juan II por el crimen cometido y el monarca le ordenó construir una torre en Córdoba como expiación por su crimen, llamándose desde entonces dicha torre la «Mal-muerta», aunque en realidad fue edificada a principios del siglo XV, es decir, varias décadas antes de que se cometieran estos crímenes.
El Alcázar de los Reyes Cristianos, fue centro de mando para la conquista de Granada por parte de los Reyes Católicos que se establecieron en ella en 1478, con lo que la corte estuvo varios años en la ciudad. Durante este periodo acabaron con las pugnas feudales y nació María de Aragón, una de las hijas de los Reyes Católicos. También en ese tiempo Cristóbal Colón conoció a la cordobesa Beatriz Enríquez de Arana, con la que nunca se casó, pero que fue madre de su segundo hijo, Fernando Colón. Cuando el almirante partió en 1492, envió a Córdoba también a su hijo Diego, para que le esperara junto a su hermano Fernando y su "madre adoptiva" Beatriz.
De esta época también sobresale la figura de Gonzalo Fernández de Córdoba, el "Gran Capitán".

## Siglos XVI al XVII
Durante la Guerra de las Comunidades, Córdoba se mantuvo en firme lealtad a Carlos I, rechazando los requerimientos de los comuneros y ofreciéndole asilo al regente Adriano de Utrecht y al Consejo Real. No obstante, sí se plantearon dificultades en el mantenimiento del orden. Un grupo de los caballeros, por ejemplo, quiso llevar a cabo una audiencia pública para escuchar el informe de los diputados que habían asistido a las Cortes de Santiago y La Coruña. Uno de los procuradores, Francisco Pacheco, pudo evitar la maniobra, pero entonces los caballeros mismos elevaron un memorial a las autoridades con propuestas para frenar el alza de los precios, y que contemplaban, entre otras reivindicaciones, la quita de la sisa (impuesto extraordinario). En realidad, esperaban que las concesiones les fuesen negadas con el fin de usarlas como pretexto para levantar a la Comunidad. Nada ocurrió, finalmente, en este sentido; el marqués de Comares reunió en su casa a un grupo de caballeros y artesanos y dejó solventada la cuestión. Ante los movimientos del Comares, el marqués de Priego, su enemigo, se instaló en la ciudad para hacer frente a cualquier eventualidad. Considerando que el orden público de la ciudad peligraba con dos poderosos nobles enemistados entre sí, el 10 de noviembre de 1520 el corregidor Diego Osorio se avino a pedirles a ellos y también al conde de Cabra que abandonasen Córdoba junto con sus partidarios. Así, la calma quedó restablecida en la ciudad, que envío sus diputados a asamblea de ciudades andaluzas destinada a evitar que el movimiento comunero penetrase en la provincia, la liga de La Rambla. Para comunicar sus resoluciones al monarca se envío a Luis Méndez de Sotomayor, veinticuatro y procurador de la ciudad.
A finales del invierno de 1521 el agustino Juan Bravo comenzó a predicar sermones de índole subversiva, y el 8 de marzo, se ofreció cien ducados de oro como recompensa a quien lograse dar con él. Se habló de una conspiración para sublevar la ciudad, lo cual movilizó a las autoridades para castigar a sus presuntos cómplices: un hidalgo, Pedro de Cotes, que fue decapitado, y otros más, que fueron descuartizados.
En el año 1523 se comenzó a levantar la actual catedral de Córdoba, siendo obispo de la ciudad Alonso Manrique, trabajando en ella los principales arquitectos castellanos y encargándose su dirección a Hernán Ruiz I, siguiendo tanto los cánones góticos como los renacentistas. Su hijo Hernán Ruiz II continuó la obra siguiendo un estilo manierista.

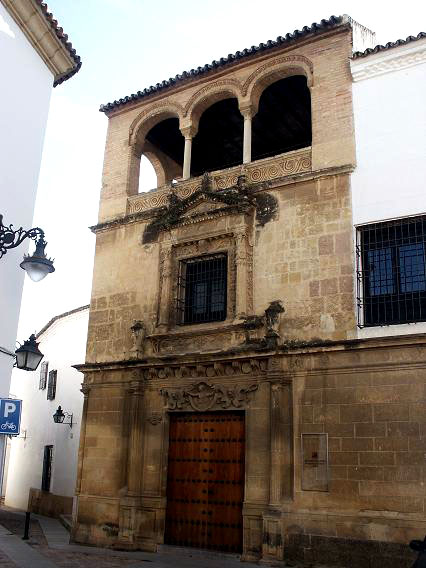
Casa de los Villalones.

Durante el renacimiento, en 1560 el arquitecto Hernán Ruiz II construyó la Casa de los Villalones, también conocida como palacio de Orive. Su estilo sobrio la hacen más semejante a los monumentos del renacimiento italiano que del plateresco. En su interior se encuentra una de las huertas urbanas más grandes del casco histórico de Córdoba, los Jardines de Orive. Este mismo arquitecto empezó a levantar la iglesia de la Compañía en 1564.
En 1570, se construyeron las Caballerizas Reales por orden de Felipe II, en parte de los terrenos del alcázar de los Reyes Cristianos, con la intención de que sirviese de criadero de caballos de raza al servicio de la Corona. 
En 1571, también bajo el reinado de Felipe II, y con motivo de la visita que realizó este rey a la ciudad, se reconstruyó en un estilo renacentista y con los atributos del rey sobre la antigua puerta musulmana, llamada la puerta del Puente o puerta de Algeciras, frente al puente romano. Diseñado por Hernán Ruiz III, consta con un único vano, de dintel configurado por dovelas y a cada lado de este dos columnas dóricas sobre basamento almohadillado que sostienen un entablamento rematado por una gran cornisa.
También durante el siglo XVI se construyó la plaza de la Corredera, en una gran explanada que existía a extramuros de la ciudad. Esta se ha utilizado tanto para celebrar corridas taurinas como para juegos de caña (de ahí su nombre). Su configuración actual proviene del proyecto del arquitecto Antonio Ramós Valdés, quien construyó un rectángulo semirregular de 113 metros de largo y 55 metros de ancho, en 1683, siguiendo el modelo de las plazas mayores castellanas.

## Siglos XVII al XIX

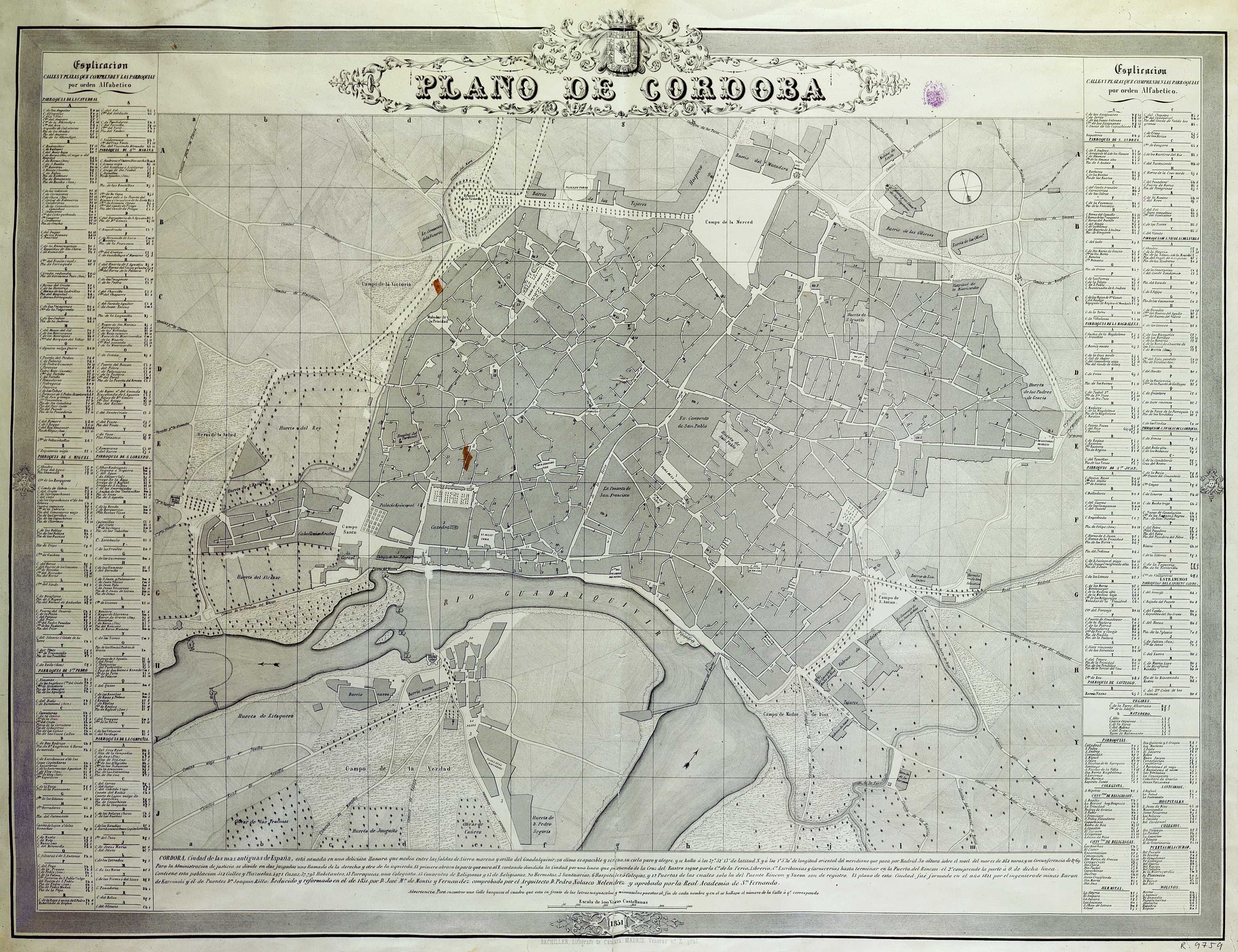
Plano de Córdoba en 1851.

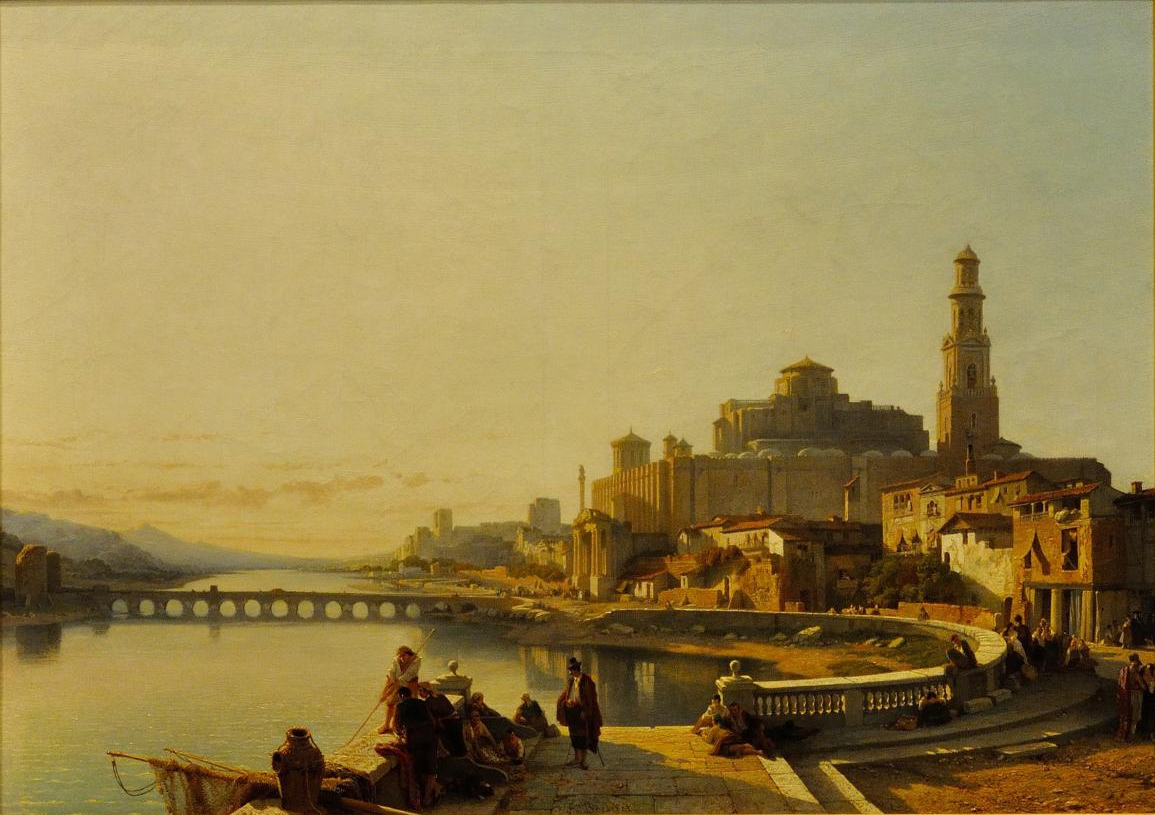
Vista de Córdoba, una obra del francés François Antoine Bossuet.

En esta época y debido a diversas epidemias, sequías, y malos gobernantes en la ciudad, la población se redujo a apenas 20 000 habitantes (año 1700) y perdió gran parte de su mentalidad luchadora y abierta, lo que fue caldo de cultivo para el derrotismo, a veces llamado erróneamente senequismo, que aún aflora en nuestros días.
El adelantado Jerónimo Luis de Cabrera, conquistador de las regiones del centro de la actual Argentina, se inspiró en el recuerdo de esta ciudad, y cumplió con la promesa hecha a su esposa, cordobesa, al fundar la ciudad de Córdoba de la Nueva Andalucía a orillas del río Suquía en 1573, hoy segunda ciudad del país y prestigiosa sede universitaria y cultural de Argentina.

## DelsigloXIXa la actualidad

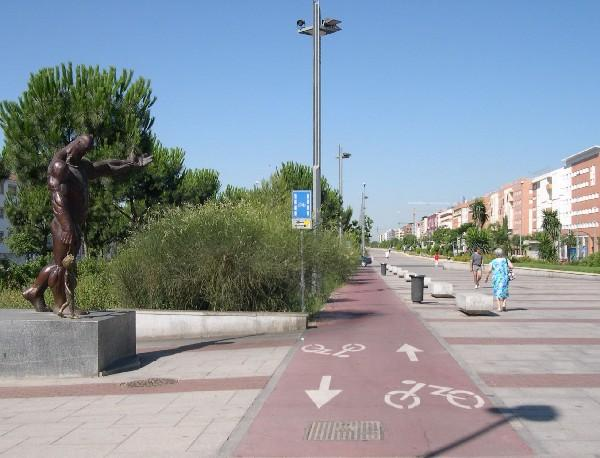
Paseo sobre las vías del tren de alta velocidad AVE

Esta decadencia terminó a principios del siglo XX con la recuperación demográfica, aunque no fue correspondida por una verdadera recuperación económica. Tendencia que no cambió hasta mediado el siglo con la aparición de movimientos culturales importantes que han ido abriendo, poco a poco, la forma de pensar de la población. También demográficamente ha despegado Córdoba, si bien no tanto como se esperaba (planes para que alcanzara los 400 000 habitantes hacia 1990) y a costa de la inmigración rural masiva, llegando a contar alrededor de 320 000 habitantes en el año 2000.